# Matti Hiukka
Matti Hiukka (né le 5 mai 1975 à Rovaniemi en Finlande) est un joueur de football international et entraîneur finlandais, qui évoluait au poste d'attaquant.
Surnommé Bägi, il est connu pour avoir terminé meilleur buteur du championnat de Finlande lors de la saison 1998 avec onze buts.